# Toyota Nadia
Toyota Nadia – samochód osobowy produkowany przez japońską markę Toyota od sierpnia 1998 do lipca 2003 roku. Nazwa pochodzi od popularnego w Rosji imienia żeńskiego. Konstrukcyjnie pojazd opierał się na minivanie Ipsum, główną różnicą był brak trzeciego rzędu siedzeń w Nadii. Pojazd cechował się wnętrzem, które można było dostosować do swoich potrzeb (m.in. obracane przednie fotele). W czerwcu do oferty dołączyła stylizowana na SUV-a wersja SU.
Do napędu służyły benzynowe silniki R4 2.0 DOHC, 3S-FSE (145 KM) i 3S-FE (135 KM). Moc przenoszona była dalej przez 4-biegowy automat (dwa typy, sterowany elektronicznie bądź inteligenty Super ECT) na oś przednią (GF-SXN10) bądź też obie osie (oznaczenie GF-SXN15).

## Dane techniczne

### 3S-FE
Źródło:
- R4 2,0 l (1998 cm³), 4 zawory na cylinder, DOHC
- Układ zasilania: wtrysk
- Średnica cylindra × skok tłoka: 86 × 86 mm
- Stopień sprężania: 9,5:1
- Moc maksymalna: 135 KM (99 kW) przy 6000 obr./min
- Maksymalny moment obrotowy: 181 N•m przy 4400 obr./min

### 3S-SFE
Źródło:
- R4 2,0 l (1998 cm³), 4 zawory na cylinder, DOHC
- Układ zasilania: wtrysk bezpośredni D-4[2]
- Średnica cylindra × skok tłoka: 86 × 86 mm
- Stopień sprężania: 10:1
- Moc maksymalna: 145 KM (107 kW) przy 6000 obr./min
- Maksymalny moment obrotowy: 196 N•m przy 4400 obr./min